# Paranapiacaba hispaniolae
Paranapiacaba hispaniolae es una especie de insecto coleóptero de la familia Chrysomelidae.
Fue descrita científicamente en 1963 por Blake.